# Albert Wastiaux
Albert Wastiaux (Hilversum, 1956) is een Belgisch musicoloog en bestuurder van culturele instellingen.

## Levensloop
Albert Wastiaux werd geboren in Nederland en kwam op vierjarige leeftijd naar België. Hij liep school aan de Europese School in Ukkel en behaalde in 1983 een diploma musicologie aan de Université libre de Bruxelles.
Beroepshalve ging hij aan de slag als administratief secretaris bij de Conseil de la Musique van de Franse Gemeenschap. Hij creëerde en produceerde zelf muziek met een jazzensemble. In 1988 kwam hij aan het hoofd van het symfonisch orkest van de RTBF, waar hij later adjunct van de directie werd. In 1992 werd hij departementshoofd van RTBF-radiozender Musiq3 en in mei 1998 intendant van het Nationaal Orkest van België. In maart 2015 werd hij operationeel directeur van kunstencentrum Bozar, een nieuwe functie naast die van algemeen directeur Paul Dujardin. Jozef De Witte volgde hem bij het Nationaal Orkest van België op.
Wastiaux was ook ondervoorzitter van de Conseil de la Musique, bestuurder van de Muziekkapel Koningin Elisabeth, het festival Ars Musica, het Orchestre Royal de Chambre de Wallonie en TROMP Eindhoven en lid van de onderwijsvisitatiecommissie Muziek van de Vlaamse Universiteiten en Hogescholen Raad.